# Tvornica papira Rijeka
Tvornica papira Rijeka poznata kao „Hartera” tijekom 180 godina neprekidne proizvodnje, proživljavala je i ratove, poplave, požare i gospodarske krize, koji su je znali dobrano uzdrmati, ali bi je njezini vlasnici novim financijskim ulaganjima uvijek iznova osposobljavali za rad. Sve do devedesetih godina prošlog stoljeća tvornica je uspješno poslovala. Nakon toga nastupila su teška ratna i poratna vremena iz kojih se više nije mogla izvući. Zastarjela tehnologija i gubitak tržišta doveli su do otpuštanja radnika i na kraju do zatvaranja pogona.

## Počeci tvornice papira u Rijeci
Andrija Ljudevit Adamich, utemeljitelj pogona za proizvodnju papira, bio je jedan od najistaknutijih i najsvestranijih riječkih poduzetnika, a prostor poslovanja mu seže od Londona, Afričke obale i Crnog mora, pa čak i preko Atlantika, do Kube i Brazila.
U rujnu 1821. godine kupuje mlin na Lučicama, u dolini Rječine i preuređuje ga za proizvodnju papira. Zbog velike zauzetosti i poslovnih prilika tog doba Adamich prodaje mlin 1824. industrijalcu Williamu Molineu, izdanku ugledne engleske obrtničke obitelji, za iznos od 19.000 fjorina, a te godine u mlinu je zaposlen 21 radnik (usporedbe radi, Kruppova tvrtka 1833. ima tek 11 radnika).
Ubrzo nakon kupovine, već 1827. prodaje tvornicu Charlesu Meynieru i Walteru Craftonu Smithu, najznačajnijem predstavniku engleskih tvorničara do pojave Roberta Whiteheada, vlasnika tvornice Torpedo. Temeljna glavnica iznosila je 140.000 zlatnih franaka što je za ono doba predstavljao znatan iznos. Odmah nakon kupnje, prvi postavljeni stroj bio je Fourdrinierov stroj za proizvodnju papira, tada najmoderniji u austrijskoj carevini. Pogonska snaga za ovaj stroj dobivala se upotrebom vodenih kotača. Voda se dovodila s obale Rječine pomoću drvenih vodova te je omogućavala da se postiže energija od 300 konjskih snaga. U početku je tvornica zapošljavala oko 250 radnika, a svoje je proizvode gotovo isključivo izvozila u prekomorske zemlje poput Engleske i Brazila, a na domaćem tržištu se pojavila tek 1878.
Zbog sve veće proizvodnje i sve više narudžbi tvornica je u potrazi za više energije nabavila 1833. parni stroj koji je ujedno bio i prvi parni stroj na Balkanskom poluotoku čime je tvornica papira postala promotorom Wattovog pronalaska u ovom dijelu Europe. Progresivni duh, koji nikada nije napuštao ljude riječke tvornice, potvrđuje nabava još jednog Fourdrinierovog papirnog stroja 1834. Kvaliteta tvornice se ogleda na Prvoj industrijskoj izložbi u Beču 1835. gdje je dobila prvo u nizu priznanja, srebrnu medalju. No, prvi pravi zamah tvornica doživljava dolaskom Eugena Frémonta na mjesto tehničkog ravnatelja.

## Zlatno doba
Eugene Frémont, izuzetni stručnjak, organizator i predani tehnički inovator je rodom iz Dreuxa u Francuskoj. Njemu pripada zasluga za tehnički napredak tvornice, kojoj bijaše ravnateljem punih četrdeset i osam godina. Nakon završenog školovanja i praktičnog rada u mnogim tvornicama papira u domovini, Frémont je došao u Rijeku 1838. zajedno sa svojim ocem Hermanom, također vrsnim papirničarom, te se nastanio na Sušaku. Dvije godine poslije preuzimanja mjesta tehničkog direktora otišao je u Francusku na godinu dana da u tamošnjim tvornicama papira prouči najnovije tehnička dostignuća na području proizvodnje papira. Vrativši se iz Francuske Frémont ja odmah u tvornici iskoristio svoja nova proučavanja i stečena iskustvo.
Na poziv svoga strica Charlesa, 1841. u Rijeku se doselio Henry vit. Meynier koji će neprekidno djelovati u tvornici punih 70 godina. Za vrijeme njegovog upravljanja Tvornica doživljava procvat. Velika poplava 11. listopada 1852. u potpunosti je uništila tvornicu (skladišta su bila poplavljena, a strojevi teško oštećeni), no to nije obeshrabrilo vlasnike, već naprotiv bio je to povod potpunog preuređenja i moderniziranja tvornice. Čitav taj projekt se odvijao pod Frémontovim rukovodstvom, a rezultat je bio potpuno nova tvornica. Tom obnovom opseg i veličina proizvodnje višestruko su uvećani. Stari vodeni kotači zamijenjeni su turbinama, pritok vode sagrađen je po novim nacrtima, drvenu branu zamjenjuje betonska. Čitavo jedno brdo probušeno je tada radi vode, koja se dovodila u turbine kroz tunel. Postavljeni su i novi parni uređaji, čime se ukupna pogonska snaga tvornice od prijašnjih 300 uvećala na 600 konjskih snaga. U pogonima je tada radilo već 600 radnika. Nabavljeni su potom četvrti i peti papirni stroj. Kvalitetu papira dokazuje uvrštenje među pet najboljih vrsta papira 1860., a jedini je izrađen strojem. Treba istaknuti i malo poznatu činjenicu da su predstavnici hrvatskog narodnog preporoda naglašavali veliko gospodarsko značenje tvornice za tadašnju Hrvatsku (Janko Drašković: „Disertacija”; „Danica Ilirska” – VI. godište).
Nova poboljšanja bila su opet provedena 1872. godine, još uvijek pod genijalnom upravom Eugena Frémonta. Izgrađena je nova brana, a time je istodobno izgradnjom novog tunela pogonska vodena snaga dosegla jačinu od 1200 konjskih snaga. Iste godine su osnovana zastupstva sa skladištima svih vrsta papira u Beču i Budimpešti, čime joj se omogućuje sudjelovanje na javnim licitacijama za dobavu papira državnoj tiskari. Na pariškoj izložbi 1867. prvi je puta izložen automatizirani stroj za proizvodnju papira koji je odmah nakon izložbe kupljen i otpremljen u riječku tvornicu.
Cigaretni papir počinje se prvi puta proizvoditi 1890. g. Te godine u tvornici radi 629 radnika s pet strojeva za proizvodnju papira. Sredinom devedesetih (1896.) tvornica je proizvodila ukupno 24.000 kvintala papira, od kojih je za pisanje i crtanje bilo 15.000, omotnog 5.000 i cigaretnog papira 2.000 kvintala.

## Gospodarska kriza
Koncem osamdesetih godina tvornica postupno ulazi u razdoblje teških gospodarskih kriza. Glavni razlog leži u tome da se 1886. umjesto prnja kao sirovina počinje upotrebljavati celuloza. Budući da se veće količine celuloze nisu mogle dobavljati kod kuće po povoljnim uvjetima, trebalo je drvenjaču i celulozu uvoziti. Visoke cijene drveta uvjetovale su znatno povećanje troškova proizvodnje, što je pak uzrokovalo značajno umanjenje dobitka.
U razdoblju od 1887. do 1911. tvornicu su pogodila čak 4 požara što je zahtijevalo česte popravke za koje je bilo potrebno izdvojiti znatna novčana sredstva. U prvom 1887. je izgorio dio tvornice pod nazivom “Marganovo”, potom je 1903. požar uništio jednu zgradu u starom dijelu tvornice. Odjel za krpe je bio pogođen požarom 1904. koji ga je pretvorio u prah i pepeo, a ista sudbina zadesila ga je 1911. O razmjerima katastrofe svjedoči poplava koja je tvornicu pogodila 8. listopada 1898. Na nesreću, samo nekoliko dana prije poplave, u pogon su pušteni kalorična elektrana za proizvodnju energije i nekoliko novih strojeva koji su potpuno uništeni. Tvornica je bila zatvorena nekoliko mjeseci jer se morala dijelom ponovno izgraditi. Tijekom pojačane krize 1901. u pogonu ima samo tri stroja, a zaposleno je prekomjernih 450 radnika, dok je već sljedeće godine zaposleno samo 290 radnika.
Sredinom lipnja 1903. vlasnik trgovačke tvrtke Smith & Meynier Henry Meynier zbog nemogućnosti da osigura prijeko potrebna financijska sredstva pretvara poduzeće u obiteljsko dioničko društvo Smith & Meynier, prva kraljevska povlaštena riječka tvornica papira. Do godine 1906. poduzeće je bilo isključivo u vlasništvu obitelji Meynier, a nakon toga u sve većoj mjeri u rad poduzeća se uključuje Prva ugarska industrija papira d. d. koja je znatno utjecala na odluku da se 1910. proizvodnja orijentira isključivo na proizvodnju cigaretnog papira. Radi toga otpremljeni su svi strojevi koji su bili namijenjeni za proizvodnju ostalih vrsta papira, iako se kasnije smatralo da bi i te ostale vrste papira imale veliku potražnju (pa čak i tijekom 1. svjetskog rata).

## Tvornica u 20. stoljeću. Gašenje proizvodnje
Propašću Austro-Ugarske Monarhije tvornica ulazi u sustav kompanije "Jela, industrija papira", a sjedište tvrtke premješteno je 1922. iz Rijeke u Zagreb. Kad je 1925. godine raspušteno društvo "Jela", tvornica potpada pod upravu Prve hrvatske štedionice. Prilikom tih promjena prestaje utjecaj mađarskog kapitala u upravi tvornice. Zbog potrebe povećanja djelotvornosti vođenja tvornice utemeljen je 1926. godine Mjesni odbor ravnateljskog vijeća Smith i Meynier Tvornice papira na Sušaku, na čijem je čelu bio Milivoj Crnadak.
U to vrijeme tvornica se sastojala od četiri glavna dijela: 1. odjela za krpe i sirovine, 2. stare tvornice (za proizvodnju pisaćeg papira), 3. nove tvornice (za proizvodnju svilastih i cigaretnih papira) i 4. Marganova (za proizvodnju papira za pakiranje). Sve se to prostiralo kroz 66 građevina na površini od 72.186,6 metara kvadratnih. Izrađivali su se sljedeći proizvodi: cigaretni papiri, svilasti papiri, papiri za kopiranje, biblijski i glacé papiri. Navedene vrste izrađivale su se na 3 papirna stroja s ravnim sitom, te u godišnjim količinama od 1.200.000 kilograma.
Prodaja tvorničkih proizvoda bila je raširena po čitavom svijetu, a najvažnija tržišta su bila: SAD, Argentina, Španjolska, Jugoslavija, Rumunjska, Egipat, Daleki Istok, kao i sve europske države. Zbog sve veće potrebe za energijom sagrađena je električna centrala uz koju je podignut dimnjak visok 83 metra koji je i dan danas ostao prepoznatljiv simbol bivše tvornice. Treba naglasiti da je tvornica čak i prije, a naročito poslije izgradnje ove centrale opskrbljivala čitavo područje tadašnjeg grada Sušaka električnom energijom.
Tijekom 30-ih godina zbog posljedica ratnih priprema u Europi (teška i skupa nabava sirovina) tvornica nanovo zapada u krizu. Preorijentacija proizvodnje na cigaretni papir dovela je do toga da je 1939. godine čak 70% ukupne proizvodnje otpadalo na taj artikl, a povremeno se koristilo čak 80% kapaciteta za proizvodnju te vrste papira. U to vrijeme tvornica postaje članica Sindikata tvorničara cigaretnog papira u Parizu, a već 1940. ona ponovno radi sa 100% kapaciteta.
Za vrijeme talijanske okupacije Sušaka tvornica je nastavila poslovati, a prema talijanskom izvješću iz 1942. godine, raspolagala je najsuvremenijim postrojenjem za pravljenje papira, iako je te godine tvornica radila s 60% kapaciteta i u njoj je bilo zaposleno 497 radnika. U najkritičnijim trenucima prije završetka rata, zahvaljujući organizaciji radnika, tvornička su postrojenja u cijelosti sačuvana od razaranja i uništavanja.
Nakon oslobođenja Sušaka 1. svibnja 1945. godine, tvornicu preuzimaju narodne vlasti i prelazi u državno vlasništvo. S obzirom na tadašnje potrebe tvornica proizvodi sve vrste papira, bez obzira na to što je bila specijalizirana za tanke fine papire. Zahvaljujući planskoj privredi kvaliteta papira i proizvodnja je kontinuirano bilježila porast koji je pratio i broj radnika. Tako je 1950. proizvodila 3.500 tona papira godišnje i imala zaposlenih 634 radnika, te je među prvima (31. siječnja 1950.) u FNRJ uvela model radničkog samoupravljanja osnivanjem Radničkog savjeta.
Modernizacijom tvornice 1962. godine tvornički kapaciteti su se naglo povećali na 8.000 tona godišnje. U okviru tvornice 1972. g. proradila je jedina jugoslavenska tvornica parafinskih šibica, koje su se proizvodile u količini od 55 milijuna kutija godišnje. Uspon tvornice se i dalje nastavljao pa 1991. tvornica drži drugo mjesto u Europi po količini proizvedenog cigaretnog papira, a u svijetu je držala čak 5% ukupne količine proizvedenog papira. O važnosti tvornice govori činjenica da je tada zapošljavala 1150 radnika, a 80% proizvodnje je bilo namijenjeno izvozu.
Nažalost, uslijedila su teška ratna i poratna vremena. Tvornica papira je izgubila gotovo sve svoje nekadašnje tržište što je konačno dovelo do ogromnih gubitaka, pokretanja stečajnog postupka te njegovim okončanjem 2005. godine ova nekad slavna tvornica prestala je postojati.

## Vanjske poveznice
- Tvornica papira Rijeka Hrvatska tehnička enciklopedija, portal hrvatske tehničke baštine. LZMK